# Alvin Lee

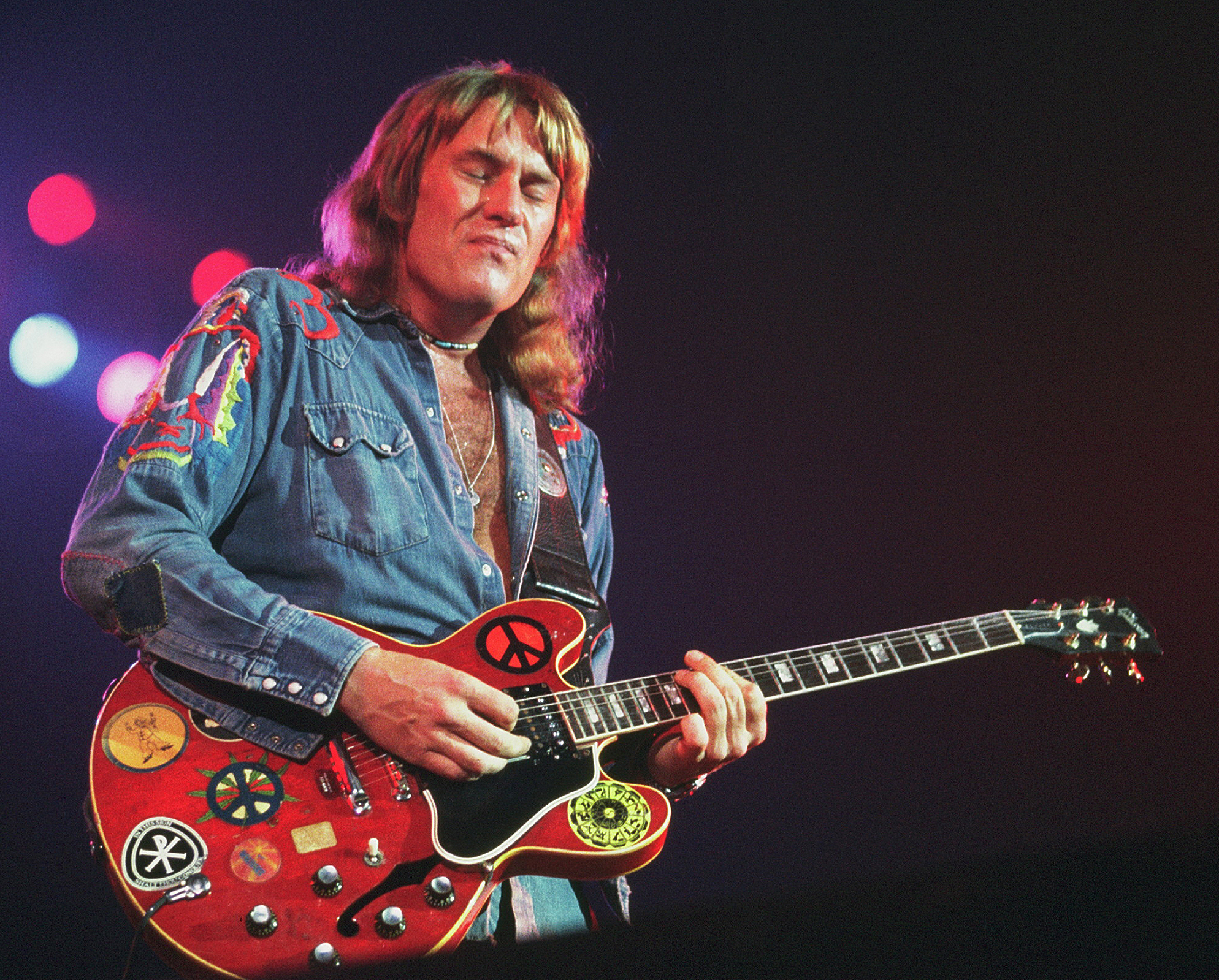
Alvin Lee im Jahr 1975

Alvin Lee, mit bürgerlichem Namen Graham Anthony Barnes (* 19. Dezember 1944 in Nottingham; † 6. März 2013 in Marbella (Spanien)), war ein britischer Bluesrockgitarrist und -sänger.

## Karriere

### Frühe Jahre
Lee stammte aus einer musikalischen Familie. Seine Eltern und seine Schwester spielten Country-Musik und traten gelegentlich als Gitarrentrio auf. Im Alter von zwölf Jahren erlernte er das Klarinettenspiel, ein Jahr später auch Gitarre.
Mit 13 Jahren trat er dem Fanclub von Elvis Presley bei, um an Fotos von dessen Bandgitarristen Scotty Moore heranzukommen, mit dem er später auch zusammen auftreten sollte. Lee spielte in diversen Bands wie The Atomics, Jaymen, Jaybirds sowie auch bei Ivan Jay and the Jaycats, aus denen später die Band Ten Years After hervorging. Sein Gitarrenstil war insbesondere durch Elemente aus dem Jazz geprägt. Anfang der 1960er Jahre übernahm Lee auch den Gesang. Zu dieser Zeit hatte er bereits ein längeres Engagement im Hamburger Star-Club absolviert, kurz nachdem die Beatles dort aufgetreten waren.

### Ten Years After
Berühmt wurde Alvin Lee mit Ten Years After, die mit ihrem energischen Bluesrock-Sound in der damaligen Rockszene stark beachtet wurden. Legendär geworden ist ihr Auftritt beim Woodstock-Festival. Der Konzertfilm zeigt die rasend schnell gespielten Gitarrenläufe in dem Zehn-Minuten-Stück I’m Going Home, ebenso die mit Peace-Zeichen versehene knallrote Gibson ES-335, die zu Lees Markenzeichen wurde. In Fachkreisen galt er seinerzeit als der schnellste Gitarrist der Welt. Ende der 1960er Jahre traf Lee einige Male mit Jimi Hendrix zusammen, dem insbesondere Lees Solo in dem Song I Can’t Keep from Crying gefiel und dem selbst etwas Ähnliches vorschwebte. Ten Years After existierten zunächst bis 1974.
Nach mehreren Phasen der sporadischen Zusammenarbeit gründeten drei Original-Bandkollegen Lees 2003 mit dem jungen Gitarristen Joe Gooch eine Neuauflage der Gruppe, die bis 2013 aktiv war. 2014 verließen Joe Gooch und Leo Lyons die Gruppe. Marcus Bonfanti (Lead Guitar) und Colin Hodgkinson (Bass) ersetzten die beiden.

### Alvin Lee mit diversen Bands
Nach seiner Trennung von Ten Years After spielte Lee unter diversen Bandnamen wie Alvin Lee & Company oder Ten Years Later. Des Weiteren spielte er mit Mick Taylor und George Harrison, der auch auf dem Großteil seiner Soloalben zu hören ist. George Harrison war ebenfalls beteiligt, als Lee 1973, vor der Auflösung seiner Band Ten Years After, mit dem US-amerikanischen Gospelsänger Mylon LeFevre das Album On the Road to Freedom aufnahm. Ebenfalls an den Aufnahmen beteiligt waren Steve Winwood, Tim Hinkley, Ian Wallace, Ron Wood und Mick Fleetwood.

### Späte Jahre
Zuletzt lebte Lee in Südspanien. 2012 veröffentlichte er das Album Still on the Road to Freedom, dessen Titel sich auf das Album von 1973 On the Road to Freedom bezieht, sein erstes Solo-Album nach Ten Years After.
Lee starb am 6. März 2013 an den Folgen eines chirurgischen Routineeingriffs.

## Diskografie

### Alvin Lee & Ten Years After
- 1967: Ten Years After
- 1968: Undead
- 1968: Stonedhenge
- 1969: Ssssh
- 1970: Cricklewood Green
- 1970: Watt
- 1971: A Space in Time
- 1972: Rock & Roll Music to the World
- 1972: Alvin Lee and Company
- 1973: Recorded Live
- 1974: Positive Vibrations
- 1989: About Time
- 1990: Live at Reading ’83
- 1992: Live in Nottingham 1990
- 2001: Live at the Fillmore East 1970
- 2024: Woodstock 1969

### Alvin Lee & Mylon LeFevre
- 1973: On the Road to Freedom

### Alvin Lee & Ten Years Later
- 1978: Rocket Fuel
- 1979: Ride On (A-Seite Live)

### The Alvin Lee Band
- 1980: Free Fall

### Soloalben
- 1974: In Flight -LIVE-
- 1975: Pump Iron!
- 1978: Let It Rock
- 1981: RX5
- 1986: Detroit Diesel
- 1992: Zoom
- 1994: Nineteenninetyfour
(US-Titel: I Hear You Rockin’)
- 1995: Pure Blues
- 1996: Live in Vienna
- 2004: Alvin Lee in Tennessee
- 2007: Saguitar
- 2012: Still on the Road to Freedom
- 2013: The Last Show

### DVD
- 2002: Ten Years After – Live at The Marquee (Liveaufnahme vom 1. Juli 1983)
- 2013: Alvin Lee & Ten Years Later – Live at Rockpalast (Liveaufnahme von der 3. Rockpalast Nacht am 15. September 1978 in der Grugahalle, Essen)